# Gladstone (Oregon)
Gladstone è una città degli Stati Uniti d'America, situata nella Contea di Clackamas, nello stato dell'Oregon.